# San Biagio Platani
San Biagio Platani (Sammrasi in siciliano) è un comune italiano di 2 756 abitanti del libero consorzio comunale di Agrigento in Sicilia.

## Geografia fisica
San Biagio Platani è un paese dell'entroterra agrigentino, a 38 chilometri dal capoluogo, situato sul medio versante di una collina che culmina in contrada Garipi e digrada verso il fiume Platani.

## Storia
Le origini risalgono al 1635, anno in cui Giovanni Battista Gerardi ottenne la licentia populandi. Gaetano Di Giovanni, nella sua opera Notizie storiche su Casteltermini e il suo territorio, attribuisce a Mariano Gianguercio, nel 1648, la fondazione dell'insediamento urbano, tenendo conto che nel Cedolario dei feudi della Val di Mazara, comincia proprio allora ad essere citata la "terra di San Biagio". Ma la licentia fa invece supporre che l'abitato abbia iniziato a svilupparsi alcuni anni prima, con poche case attorno ad una piccola chiesa.
Il contesto storico, caratterizzato dai cambiamenti di rotta verso le Americhe e dalla marginalizzazione dell'isola, portò la popolazione isolana a ripiegare nella sua più tradizionale economia. Da qui l'agricoltura estensiva attraverso il popolamento dei feudi. Ma la fondazione di agglomerati urbani aveva anche altre finalità legate al prestigio dei feudatari. Infatti un villaggio con più di 80 persone dava al principe il diritto di un seggio al parlamento oppure ad un voto in più, oltre al potere sui sudditi attraverso la facoltà di amministrare la giustizia entro il proprio feudo. Il feudo di San Biagio inizialmente era composto dalle terre di San Biagio, Gialdonieri e Mandralia. Nel 1660 è stato poi aggiunto il feudo di Ragattano, grazie ad una permuta effettuata dai Feudatari Ioppolo e Gianguercio. Il feudo era così composto da 1.830 salme. Il centro abitato si sviluppò fin dall'inizio intorno alla Chiesa Madre e al Palazzo Ducale. Venne stabilito un tracciato ad impianto ortogonale, il cui asse principale è il corso Umberto I, che allora era denominato strada Piazza. 
Per quasi tutto il XIX secolo la strada viene bloccata dalla piccola chiesa del Purgatorio, poi demolita alla fine del secolo. Il punto centrale della via, localizzato nella chiesa Madre rappresenta il baricentro dell'assetto, da cui parte l'altro asse principale che è l'odierna viale della Vittoria già strada Chiarenza. Di fronte al Palazzo Ducale parte parallelamente via Veneziano.
Il popolamento avvenne con un andamento costante e già nel 1653 il paese contava circa 300 abitanti. Ma nel XVIII secolo, la crisi produttiva e il sistema politico istituzionale troppo vecchio, determinarono una flessione nell'andamento demografico. Grave problema era rappresentato dalla produzione monocolturale, la cui mancata produzione di un anno creava carestie. Nel Settecento se ne verificarono tre e per farvi fronte fu chiamato Agesilao Bonanno, che poi sarebbe diventato signore della terra di San Biagio, in qualità di vicario per la incetta dei frumenti. La decadenza delle famiglie nobili siciliane non risparmiò neanche quella del signore di San Biagio, che trasferitosi nella villa della Noce a Palermo, con una serie di contratti redatti alla fine del settecento consegna in gabella tutti i possedimenti. Il 1812 segna la fine della feudalità.
Nel 1864 si aggiunse il nome Platani per distinguere questo comune dagli altri centri italiani con lo stesso toponimo.

### Elenco feudatari
- 1635 licentia populandi
- 1635 Giovanbattista Gerardo
- 1640 Pietro Gianguercio
- 1648 Antonina Gianguercio
- 1649 Cesare Gianguercio
- 1655 Carlo Setaiolo
- 1665 Antonina Gianguercio
- 1666 Diego Ioppolo Sidoti
- 1687 imposizione del Ducato di San Biagio
- 1687 Antonino Giuseppe Ioppolo
- 1690 Pietro Ioppolo Gianguercio
- 1716 Ludovico Ioppolo Spatafora
- 1733 Ludovico Ioppolo Pescatore
- 1769 Agesilao Bonanno Ioppolo
- 1810 Agesilao Gioeni Bonanno
- 1812 fine del feudalesimo

### Simboli
Lo stemma del comune di San Biagio Platani è stato concesso con regio decreto del 20 luglio 1928.
Il gonfalone è costituito da un drappo di rosso.

## Società

### Evoluzione demografica
Abitanti censiti

### Tradizioni e folclore
La manifestazione più singolare che richiama ogni anno una massiccia presenza di visitatori, è certamente quella di Pasqua.
In questa occasione vengono costruiti singolari archi di canne domestiche (Arundo Donax) e altre piante del genere. In questa occasione vengono venduti anche caratteristici souvenir di pane.

## Economia
L'economia del paese si basa sull'agricoltura con una distribuzione di seminativi, giardini, mandorleti, oliveti e vigneti. L'avvento dei pistacchieti si ha probabilmente nella metà del 1800.
Il territorio del comune è compreso nella zona di produzione del Pistacchio di Raffadali D.O.P.

## Amministrazione
Di seguito è presentata una tabella relativa alle amministrazioni che si sono succedute in questo comune.
| Periodo          | Periodo          | Primo cittadino                              | Partito                            | Carica                    | Note  |
| ---------------- | ---------------- | -------------------------------------------- | ---------------------------------- | ------------------------- | ----- |
| 27 maggio 1988   | 18 febbraio 1991 | Biagio Conte                                 | Democrazia Cristiana               | Sindaco                   | [ 7 ] |
| 11 marzo 1991    | 6 ottobre 1991   | Stefano Amella                               | Partito Democratico della Sinistra | Sindaco                   | [ 7 ] |
| 22 ottobre 1991  | 2 luglio 1992    | Salvatore Grado                              | Partito Socialista Italiano        | Sindaco                   | [ 7 ] |
| 2 luglio 1992    | 15 giugno 1993   | Pietro Spoto                                 | Democrazia Cristiana               | Sindaco                   | [ 7 ] |
| 13 agosto 1993   | 3 dicembre 1993  | Pietro Paolo Pellerito                       |                                    | commissario regionale     | [ 7 ] |
| 3 dicembre 1993  | 31 dicembre 1993 | Giovanni Di Cara                             |                                    | commissario straordinario | [ 7 ] |
| 31 dicembre 1993 | 16 febbraio 1994 | Francesco Bertorotta                         |                                    | commissario straordinario | [ 7 ] |
| 17 febbraio 1994 | 25 maggio 1998   | Pietro Calderone                             | Partito Popolare Italiano          | Sindaco                   | [ 7 ] |
| 25 maggio 1998   | 1º aprile 2000   | Salvatore Grado                              | Democratici di Sinistra            | Sindaco                   | [ 7 ] |
| 27 novembre 2000 | 13 giugno 2006   | Santo Sabella                                | centro-sinistra                    | Sindaco                   | [ 7 ] |
| 13 giugno 2006   | 31 maggio 2011   | Carmelo Alba                                 | lista civica                       | Sindaco                   | [ 7 ] |
| 31 maggio 2011   | 17 marzo 2014    | Filippo Bartolomeo                           |                                    | Sindaco                   | [ 7 ] |
| 28 marzo 2014    | 25 maggio 2014   | Giovanna Termini                             |                                    | commissario straordinario | [ 7 ] |
| 27 maggio 2014   | 24 gennaio 2018  | Santo Sabella                                | lista civica                       | Sindaco                   | [ 7 ] |
| 22 marzo 2018    | 15 giugno 2018   | Antonio Garofalo                             |                                    | commissario straordinario | [ 7 ] |
| 15 giugno 2018   | 6 agosto 2018    | Filippo Gagliano                             |                                    | commissario straordinario | [ 7 ] |
| 6 agosto 2018    | 12 ottobre 2021  | Santo Lapunzina-Maria Leopardi-Antonino Oddo |                                    | commissario straordinario | [ 7 ] |
| 12 ottobre 2021  | in carica        | Salvatore Di Bennardo                        | lista civica                       | Sindaco                   | [ 7 ] |

### Gemellaggi
- Remchingen

### Altre informazioni amministrative
Il comune di San Biagio Platani fa parte delle seguenti organizzazioni sovracomunali:
- regione agraria n.3 (Colline del Platani)[8];
- unione di comuni "Platani - Quisquina - Magazzolo".